# 海南新木姜子
海南新木姜子（学名：Neolitsea hainanensis）为樟科新木姜子属下的一个种。其种加词“hainanensis”意为“海南的”。